# Megalonotus chiragra
Megalonotus chiragra ist eine Wanze aus der Familie der Rhyparochromidae. Die Art wurde früher nicht von Megalonotus sabulicola und Megalonotus emarginatus getrennt, sodass ältere Fundangaben eine beschränkte Aussagekraft haben.

## Merkmale
Die Wanzen werden 5,2 bis 6,7 Millimeter lang. Sie haben wie alle Vertreter der Gattung ein dunkel gefärbtes und besonders hinten grob punktiertes Pronotum. Die Schenkel (Femora) der Vorderbeine tragen einen langen und mehrere kleine Zähnchen. Megalonotus chiragra kann man durch die langen, aufgerichteten Härchen am Pronotum und durch die gleichmäßige Krümmung des Hinterrandes des Pronotums bestimmen. Bei der ähnlichen Art Megalonotus emarginatus treten die Ecken am Hinterrand des Pronotums hervor und sind spitz nach hinten gewinkelt. Die Schienen (Tibien) der mittleren und hinteren Beine sind dunkel. Bei Megalonotus sabulicola sind sie blass braun. Die meisten Tiere haben verkürzte (brachyptere) Flügel.

## Verbreitung und Lebensraum
Die Art ist in der Paläarktis weit verbreitet und kommt von Nordafrika über den Mittelmeerraum bis in den Süden Skandinaviens und östlich über Kleinasien, Zentralasien und Sibirien bis nach China vor. Sie ist auch in Nordamerika verbreitet. In Mitteleuropa ist die Art weit verbreitet und besonders im Norden häufig. In Großbritannien ist sie der häufigste Vertreter ihrer Gattung und in ganz England und Wales verbreitet. Besiedelt werden ähnliche Lebensräume wie bei Megalonotus antennatus, Megalonotus chiragra hat jedoch einen größeren Wärmebedarf, sodass man sie nicht in feuchten und beschatteten Lebensräumen findet. Man findet sie häufig auf Brachen, Ruderalstellen und in Kulturland, insbesondere auf sandigen und kalkigen Böden.

## Lebensweise
Die Weibchen legen ihre Eier einzeln in Gräsern, krautigen Stängeln oder Moose ab. Manchmal können Ende Juli sowohl die Imagines, der alten, als auch der neuen Generation gemeinsam angetroffen werden.

## Belege